# فأر الحصاد الأوروآسيوي
فأر الحصاد الأوروآسيوي (الاسم العلمي Micromys minutus)، أصغر أنواع الجرذان وأرشقها، تتسلق الاشجار والجدران وتعوم في الماء. موطنها أوروبا وآسيا وشرق الاوسط. طولها نحو 7 سم. وذنبها كذلك.اذناها مستديرتان صغيرتان. عيناها جاحظتان. ثوبها إلى الصهبة الصفراء يعبق مع اقترابه من ثبج الظهر وقمة الرأس ويبيض عند الصدر والبطن. حراشف ذنبها تبلغ 150. اطباء الانثى 8. تألف المراعي والحقول المزدرعة والمقاصب والبيادر قوتها جميع المواد النباتية والعضوية.